# Екатериновка (Тюльганский район)
Екатериновка — село в Тюльганском районе Оренбургской области в составе Благодарновского сельсовета. 

## География
Находится на расстоянии примерно 29 километров по прямой на юго-запад от районного центра поселка  Тюльган.

## История
Село основано в начале XIX века, в 1866 году упоминалась как владельческая деревня с населением 206 человек.

## Население
Население составляло 189 человек в 2002 году (русские 78%),  149 по переписи 2010 года.